# Đèn LED

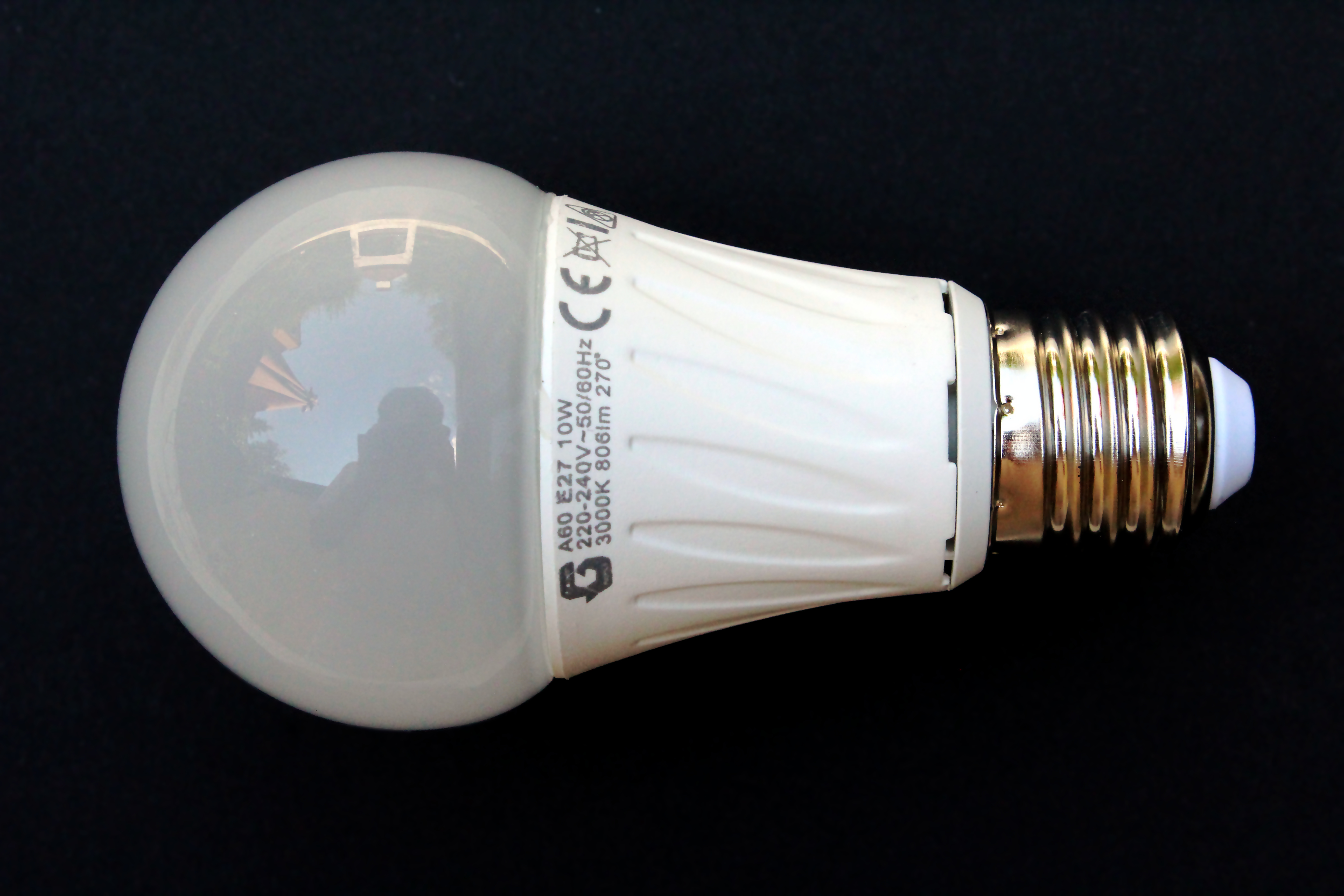
Một bóng đèn LED 230V, đui đèn cỡ trung bình (E27), công suất 10 Watt, 806 Lumen

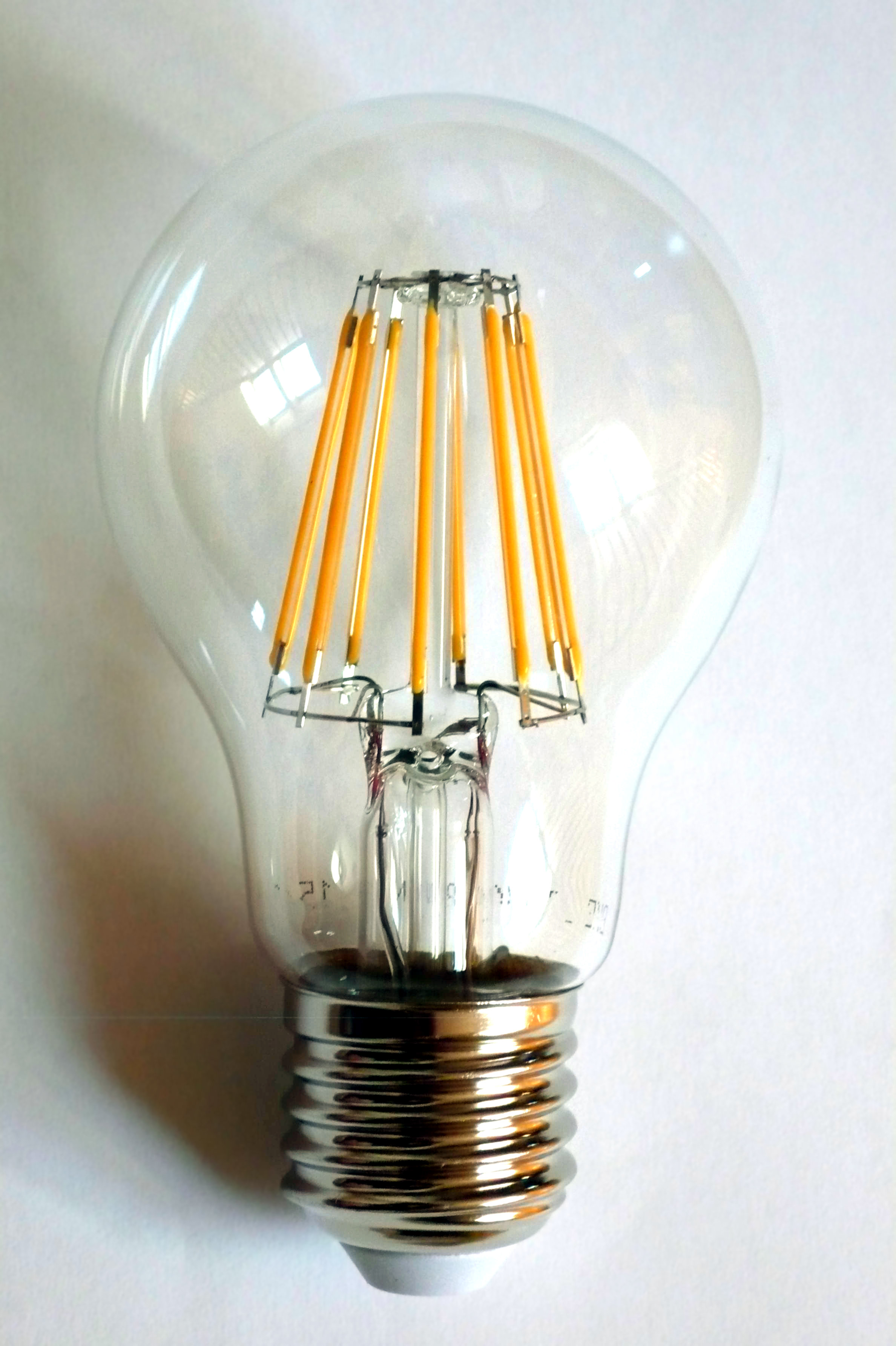
Một bóng đèn LED dây tóc có điện áp 230V với đui đèn E27. Sợi dây tóc bóng đèn trong hình có màu vàng.

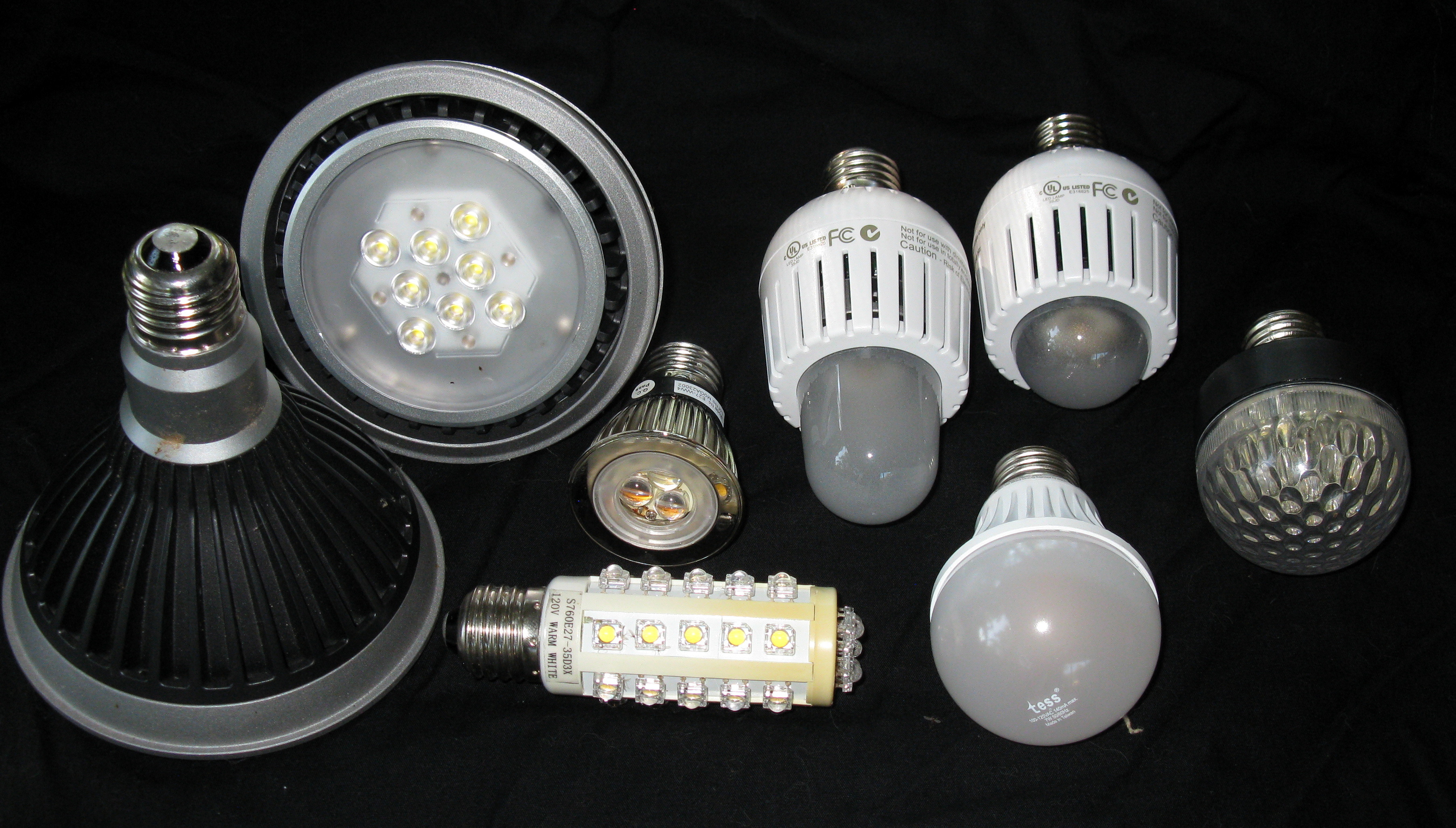
Những kiểu bóng đèn LED phổ biến trên thị trường (năm 2010) có thể dùng thay thế những loại bóng đèn đui vặn. Bao gồm: đèn pha chiếu sáng (bên trái), đèn đọc sách (giữa), đèn dùng trong nhà (giữa–phải, bên dưới), và đèn trang trí độ sáng thấp (phải).

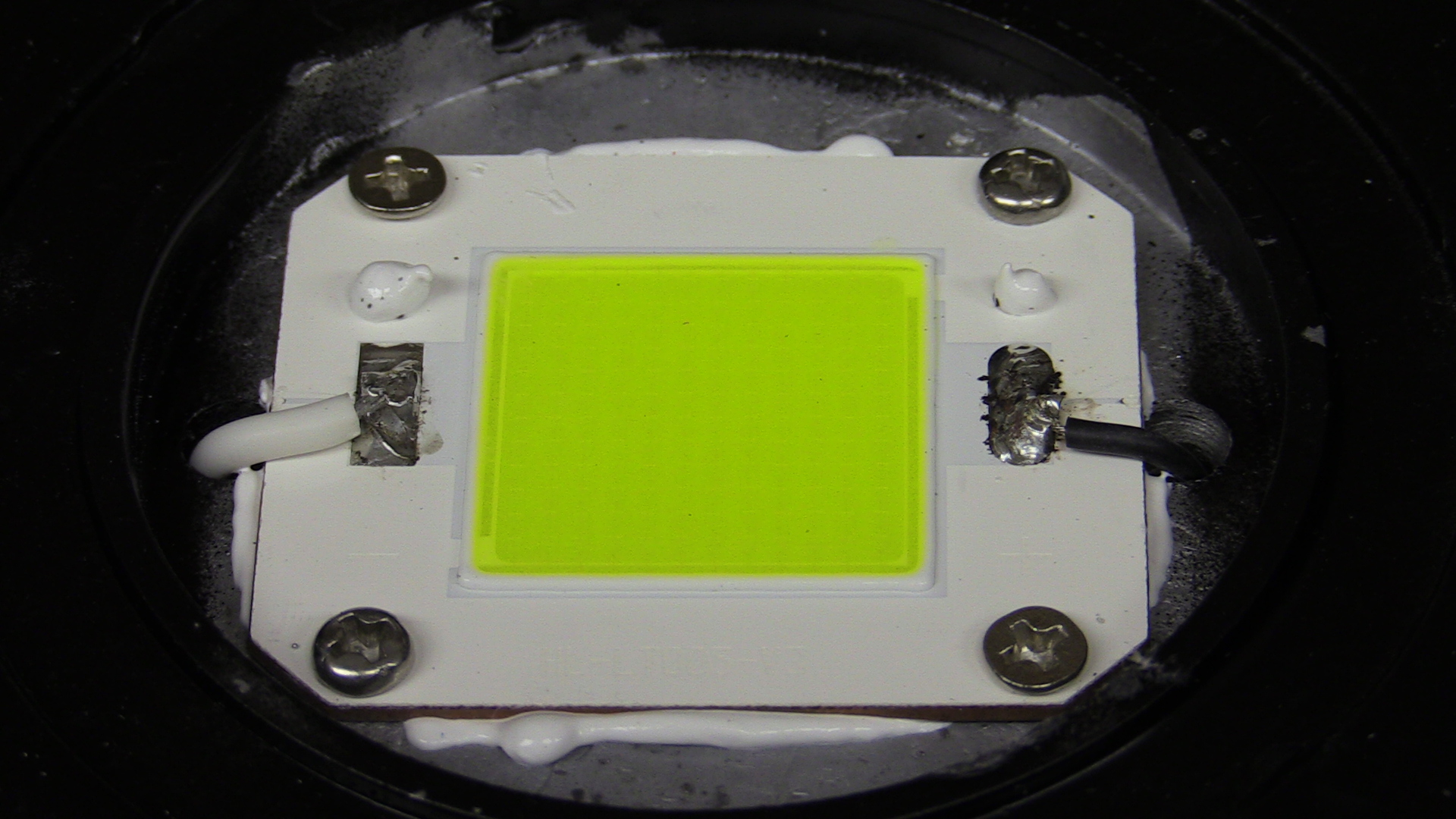
Một môđun đèn LED chip gắn trên bảng mạch (COB) 80W trong đèn điện công nghiệp, được dán nhiệt vào tấm tản nhiệt.

Đèn LED, hay còn gọi bóng đèn LED (tiếng Anh: LED lamp), là đèn điện được sử dụng trong các thiết bị chiếu sáng, tạo ra ánh sáng bằng cách sử dụng một hoặc nhiều diode phát quang (LED). Đèn LED có tuổi thọ cao hơn nhiều lần so với đèn sợi đốt tương đương và hiệu quả hơn hầu hết các loại đèn huỳnh quang; một số nhà sản xuất đèn điện (như công ty Cree và những công ty khác) tuyên bố chip LED có hiệu suất chiếu sáng (luminous efficacy) lên đến 303 Lumen trên Watt (lm/W). Tuy nhiên, bóng đèn LED sử dụng một mạch điều khiển LED điện tử khi nối trực tiếp từ đường dây điện chính và tổn thất gây ra do mạch điều khiển này khiến hiệu suất của đèn LED thấp hơn hiệu suất của chip LED có trong đèn. Đèn LED thương mại hiệu quả nhất hiện nay có hiệu suất 200 lm/W.
Thị trường đèn LED dự kiến sẽ tăng gần gấp 4 lần trong thập kỷ tới, từ 67,6 tỷ đô la vào năm 2019 lên 262,8 tỷ đô la vào năm 2030, tốc độ tăng trưởng kép hàng năm (CAGR) là 12,9%. Tính đến 2016, nhiều loại bóng đèn LED tiêu thụ chỉ khoảng 10–25% năng lượng tiêu thụ bởi một bóng đèn sợi đốt, lại bền hơn đến 25 lần so với đèn sợi đốt.
Tương tự như đèn sợi đốt (và khác với đèn huỳnh quang), đèn LED đạt đến độ sáng tối đa ngay lập tức mà không có độ trễ khởi động. Việc bật và tắt thường xuyên không làm giảm tuổi thọ như với đèn huỳnh quang. Công suất ánh sáng (light output) giảm dần theo tuổi thọ hoạt động của đèn LED.
Một số bóng đèn LED được dùng thay thế trực tiếp cho đèn sợi đốt hoặc đèn huỳnh quang khi các loại đèn này bị hư hỏng. Trên vỏ hộp sản phẩm bóng đèn LED có thể hiển thị công suất ánh sáng tính bằng Lumen (lm), công suất tiêu thụ tính bằng Watt (W), nhiệt độ màu tính bằng Kelvin (K), hoặc mô tả màu như "trắng ấm", "trắng mát" hoặc "ánh sáng ban ngày", phạm vi nhiệt độ hoạt động, và đôi khi thể hiện cả công suất tương đương với đèn sợi đốt cung cấp cùng công suất tính bằng lumen.
Đặc tính phát xạ có hướng của bóng đèn LED ảnh hưởng đến thiết kế của đèn. Một bóng đèn LED có thể cung cấp lượng ánh sáng bằng với một bóng sợi đốt vốn tiêu thụ điện năng hơn gấp nhiều lần; tuy nhiên, với hầu hết hệ thống chiếu sáng thông dụng, người ta sử dụng nhiều đèn LED kết hợp với nhau. Điều này giúp tạo ra một bóng đèn với chi phí rẻ hơn với những đặc tính được cải thiện tốt hơn, như khả năng phân bố ánh sáng, tản nhiệt và chỉ số hoàn màu.
Đèn LED sử dụng dòng điện một chiều (DC), trong khi mạch điện chính là dòng điện xoay chiều (AC) và thường có điện áp cao hơn nhiều so với mức mà đèn LED có thể chịu được. Do vây, bên trong đèn LED có thể chứa mạch điện để chuyển đổi nguồn điện xoay chiều thành dòng điện một chiều ở mức điện áp phù hợp. Các mạch này chứa bộ chỉnh lưu, tụ điện và có thể có các bộ phận điện tử hiệu dụng khác, như thiết bị điều khiển tăng–giảm độ sáng của đèn. Trong bóng đèn LED dây tóc, mạch điều khiển được đơn giản hóa vì nhiều mối nối LED được mắc nối tiếp có tổng điện áp hoạt động xấp xỉ bằng điện áp nguồn điện xoay chiều. Đèn LED yêu cầu một hệ thống cung cấp điện (mạch điều khiển) để điều khiển và tương tác với mạng điện chính. Nói chung, dạng sóng dòng điện chứa một lượng độ nhiễu nhất định, tùy thuộc vào công nghệ của bóng đèn LED.

## Lịch sử
Trước khi đèn LED được phát minh, ba loại đèn sau được sử dụng cho những nhu cầu chiếu sáng thông dụng (ánh sáng trắng):
- Đèn sợi đốt, tạo ra ánh sáng nhờ vào dây tóc được đốt nóng bởi dòng điện và phát sáng. Loại đèn này có hiệu quả rất thấp, với hiệu suất phát sáng khoảng 10–22 lumen/Watt (lm/W) và cũng có tuổi thọ ngắn (khoảng 1.000 giờ).[15][16][17] Chúng đang bị loại bỏ dần khỏi các ứng dụng chiếu sáng thông dụng. Đèn sợi đốt tạo ra bức xạ vật đen liên tục tương tự như ánh sáng mặt trời, do đó tạo ra chỉ số hoàn màu (CRI) cao.
- Đèn huỳnh quang, tạo ra ánh sáng tử ngoại bằng sự phóng điện phát sáng giữa hai điện cực trong ống áp suất thấp chứa hơi thủy ngân và argon, được chuyển thành ánh sáng khả kiến nhờ lớp phủ phosphor huỳnh quang bên trong ống.[18] Loại đèn này hiệu quả hơn đèn sợi đốt, có hiệu suất phát sáng khoảng 40–100 lm/W và có tuổi thọ cao hơn với khoảng từ 6.000–20.000 giờ[15][17] và được sử dụng rộng rãi cho chiếu sáng dân dụng và văn phòng. Đèn huỳnh quang tiêu thụ chỉ bằng khoảng 1/5 đến 1/3 năng lượng tiêu thụ bởi đèn dây tóc có cùng độ sáng tương đương, đồng thời bền hơn gấp 20 lần.[19] Tuy nhiên, hàm lượng thủy ngân trong đèn huỳnh quang gây nguy hiểm đến môi trường và sau khi sử dụng, đèn huỳnh quang phải được xử lý như chất thải nguy hại.
- Đèn halogen kim loại (metal-halide lamp), tạo ra ánh sáng bằng hồ quang giữa hai điện cực trong không gian chứa argon, thủy ngân và các kim loại khác, iod hoặc brom. Đây là loại đèn điện trắng hiệu quả nhất trước khi có đèn LED, với hiệu suất phát sáng khoảng 80–115 lm/W và có tuổi thọ bóng đèn khoảng 6.000–10.000 giờ.[15] Tuy nhiên, vì đèn halogen kim loại cần khoảng thời gian khởi động 5–7 phút trước khi bật, nên loại đèn này không được sử dụng để chiếu sáng khu dân cư mà được dùng để chiếu sáng khu vực công nghiệp và thương mại, dùng làm đèn an ninh ngoài trời và đèn đường. Giống như đèn huỳnh quang, đèn halogen kim loại cũng chứa thủy ngân, là chất nguy hiểm.

Dưới góc độ là những thiết bị chuyển đổi năng lượng điện, tất cả các loại đèn trên không hiệu quả, do biến đổi năng lượng vào thành nhiệt năng, thay vì chuyển thành ánh sáng. Vào năm 1997, hệ thống điện chiếu sáng toàn cầu tiêu thụ 2.016 nghìn tỷ Watt-giờ (W-h) năng lượng (tương đương công suất của 1.000 nhà máy phát điện lớn). Ở các nước công nghiệp phát triển, việc chiếu sáng chiếm khoảng 12% trong tổng năng lượng điện tiêu thụ. Sự khan hiếm của các nguồn năng lượng ngày càng tăng và chi phí môi trường để sản xuất năng lượng, đặc biệt là sự phát hiện ra hiện tượng ấm lên toàn cầu do carbon dioxide thải ra từ việc đốt nhiên liệu hóa thạch —là nguồn năng lượng lớn nhất để sản xuất điện— đã tạo động lực để phát triển thêm những loại đèn điện tiết kiệm điện hơn.
Loại bóng đèn LED công suất thấp đầu tiên được phát triển vào đầu thập niên 1960, và chỉ tạo ra ánh sáng ở bước sóng màu đỏ, tần số thấp của quang phổ. Năm 1968, các loại đèn LED thương mại đầu tiên được ra mắt: Màn hình LED của công ty Hewlett-Packard, được phát triển bởi Howard C. Borden, Gerald P. Pighini, và kỹ sư người Ai Cập Mohamed M. Atalla, và đèn LED chỉ thị của Công ty Monsanto. Tuy nhiên, đèn LED ban đầu không hiệu quả và chỉ có thể hiển thị màu đỏ đậm, khiến chúng không phù hợp cho việc chiếu sáng thông thường; do vậy, chúng chỉ được dùng ở màn hình hiển thị số và đèn báo chỉ thị.
Đèn LED độ sáng cao màu xanh lam đầu tiên được Nakamura Shuji thuộc công ty Nichia Corporation giới thiệu vào năm 1994. Nhờ việc đèn LED xanh lam và đèn LED hiệu suất cao được phát minh, đã dẫn đến sự phát triển của 'đèn LED trắng' (white LED) đầu tiên, sử dụng lớp phủ phosphor để chuyển đổi một phần ánh sáng xanh lam phát ra thành ánh sáng có tần số đỏ và xanh lục, tạo ra ánh sáng có màu trắng. Akasaki Isamu, Amano Hiroshi, và Nakamura Shuji sau đó đã được trao giải Nobel Vật lý năm 2014 cho việc phát minh ra đèn LED xanh lam.

## Công nghệ
Đèn LED, thường được chế tạo bởi các dãy môđun LED gắn trên bề mặt (môđun SMD), thay thế đèn sợi đốt có công suất từ 5 đến 200 watt.
Một sự khác biệt đáng kể của đèn LED so với các nguồn sáng khác ánh sáng phát ra có hướng, tức là, ánh sáng từ đèn LED phát ra dưới dạng chùm tia hẹp hơn.

### Đèn LED ánh sáng trắng

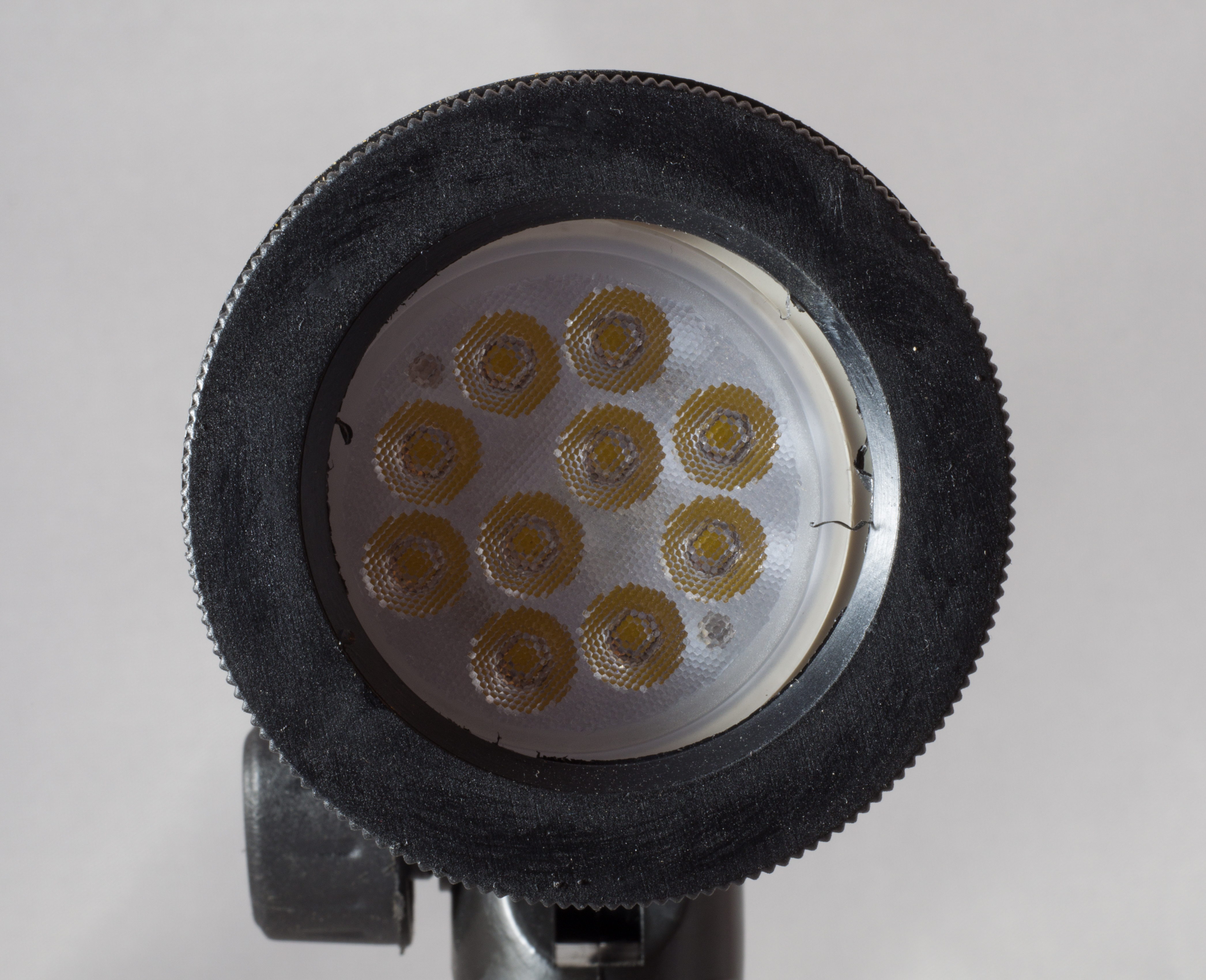
Một bóng đèn LED dùng trong nhiếp ảnh

Hệ thống chiếu sáng thông dụng yêu cầu ánh sáng trắng, mô phỏng bức xạ vật thể đen ở nhiệt độ xác định, từ "trắng ấm" (như bóng đèn sợi đốt) có nhiệt độ màu 2700K, đến "ánh sáng ban ngày" khoảng 6000K. Các đèn LED đầu tiên phát ra ánh sáng trong dải bước sóng rất hẹp, có màu đặc trưng cho dải tần năng lượng của vật liệu bán dẫn được sử dụng để làm đèn LED. Có hai phương pháp chính để sản xuất đèn LED phát ra ánh sáng trắng: kết hợp ánh sáng từ nhiều bóng đèn LED với nhiều màu sắc khác nhau hoặc sử dụng lớp phủ phosphor để biến đổi ánh sáng thành các màu khác nhau. Ánh sáng từ đèn LED không giống như một vật đen thực, do vậy tạo ra màu sắc khác với bóng đèn sợi đốt. Tính chất hoàn màu được xác định bởi chỉ số hoàn màu (CRI). Tính đến năm 2019, đa số các bóng đèn LED có chỉ số hoàn màu là 80, còn đối với các bóng đèn LED đắt tiền hơn có CRI đến 95 (100 là giá trị lý tưởng tối đa).
Phương pháp thứ nhất để tạo ra đèn LED ánh sáng trắng là việc kết hợp ánh sáng từ nhiều bóng đèn LED với nhiều màu sắc khác nhau. Đèn LED ba màu, hay còn gọi đèn LED RGB (Red–Green–Blue), sử dụng nhiều chip LED phát ra các bước sóng màu đỏ, xanh lục và xanh lam. Ba màu này kết hợp với nhau tạo ra ánh sáng trắng. Chỉ số hoàn màu (CRI) của loại đèn LED này kém, thường là 25–65, do dải bước sóng phát ra hẹp. Có thể tăng giá trị CRI cao hơn bằng cách sử dụng nhiều hơn ba màu cơ bản này để bao phủ một dải bước sóng lớn hơn.
Phương pháp cơ bản thứ hai là việc sử dụng chip LED kết hợp với lớp phủ phosphor để tạo ra các màu bổ sung từ một đèn LED duy nhất. Một số ánh sáng từ đèn LED bị hấp thụ bởi các phân tử của phosphor có khả năng huỳnh quang, phát ra ánh sáng có màu khác thông qua sự dịch chuyển Stokes. Phương pháp phổ biến nhất là kết hợp đèn LED màu xanh lam với lớp phosphor màu vàng, tạo ra dải bước sóng màu xanh lam hẹp và dải bước sóng "màu vàng" rộng có thể bao phủ quang phổ từ màu xanh lá cây đến màu đỏ. Giá trị CRI có thể dao động từ dưới 70 đến hơn 90, mặc dù nhiều loại đèn LED thương mại thuộc loại này có chỉ số hoàn màu khoảng 82. Loại đèn này được nghiên cứu để liên tục tăng hiệu suất, với sản phẩm ở quy mô sản xuất đạt 150 lm/W vào năm 2017, do vậy loại này đã vượt qua hiệu suất của đèn LED ba màu.
Phosphor được dùng trong đèn LED ánh sáng trắng có thể tạo ra nhiệt độ màu tương ứng trong khoảng 2.200 K (tương đương với đèn sợi đốt mờ) đến 7.000 K hoặc hơn.

### Đèn LED đổi màu
Hệ thống chiếu sáng có thể tùy chỉnh màu sắc sử dụng những dãy đèn LED nhiều màu có thể được điều khiển riêng, hoặc sử dụng các dãy đèn LED riêng biệt của từng màu hoặc đèn LED nhiều chip với các màu được kết hợp và điều khiển ở cấp độ chip. Ví dụ, các đèn LED trắng có nhiệt độ màu khác nhau có thể được kết hợp để tạo thành một bóng đèn LED có thể giảm nhiệt độ màu của nó khi giảm độ sáng.

### Bộ điều khiển LED
Chip LED hoạt động với nguồn điện một chiều có điện áp ổn định. Do vậy, đèn LED cần có một mạch điện thích hợp gọi là bộ điều khiển LED, hay còn gọi là 'bộ chuyển nguồn LED' (LED driver), có nhiệm vụ chuyển đổi dòng điện xoay chiều từ mạng điện chính thành dòng điện một chiều có điện áp không đổi.
Bộ điều khiển LED là bộ phận quan trọng của bóng đèn LED hoặc bộ đèn điện LED. Một bộ điều khiển LED tốt có thể đảm bảo tuổi thọ lâu dài cho hệ thống đèn LED, đồng thời cung cấp các tính năng bổ sung như điều khiển và thay đổi độ sáng cho đèn. Nếu bộ điều khiển LED được thiết kế hoặc sử dụng không phù hợp, có thể làm giảm tuổi thọ của đèn LED (thậm chí có thể gây hỏng bóng đèn LED gần như tức thì) hoặc khiến đèn LED nhấp nháy và có những hiện tượng lạ khác. Bộ điều khiển LED có thể được đặt bên trong bóng đèn hoặc bộ đèn, được gọi là loại tích hợp (integral), hoặc ở bên ngoài đèn, được gọi là loại độc lập (hoặc loại điều khiển từ xa). Tùy thuộc vào ứng dụng khác nhau sẽ cần sử dụng những loại bộ điều khiển LED khác nhau. Ví dụ, bộ điều khiển LED ngoài trời cho đèn đường, bộ điều khiển LED cục bộ sử dụng trong nhà cho đèn chiếu sáng và bộ điều khiển LED tuyến tính trong nhà cho đèn bảng (đèn hộp), v.v.
Nhiều nghiên cứu đã phân tích các chỉ số chất lượng điện tương ứng với công suất chiếu sáng, với các giá trị điện áp và dạng sóng khác nhau. Việc kiểm tra giới hạn sóng hài (harmonic limit check) được thực hiện tương ứng với thiết bị chiếu sáng loại C, các yêu cầu của tiêu chuẩn IEC 61000-3-2 được đánh giá cho các cách thiết lập bộ điều khiển LED khác nhau.

### Kiểm soát nhiệt độ
So với các hệ thống chiếu sáng khác, đèn LED phải được giữ mát bởi vì nhiệt độ cao có thể giảm tuổi thọ và công suất ánh sáng. Đèn LED khi hoạt động thường "mát" (ít tỏa nhiệt) hơn so với các loại đèn thế hệ trước vì không có hồ quang điện hoặc dây tóc wolfram, nhưng chúng vẫn có thể gây bỏng. Do vậy, người ta cần quan tâm đến việc kiểm soát nhiệt độ của đèn LED công suất cao, nhằm giữ cho nhiệt độ ở những mối nối điện của thiết bị LED gần với nhiệt độ môi trường xung quanh, vì nhiệt độ tăng sẽ làm tăng cường độ dòng điện, gây nóng hơn, dẫn đến càng tăng cường độ hơn... cứ tiếp tục cho đến khi đèn LED bị hư hỏng.
Với cùng công suất chiếu sáng, đèn LED thường tiêu thụ ít điện năng hơn, nhưng chúng cũng đồng thời tạo ra một lượng nhiệt tập trung ở một khuôn bán dẫn rất nhỏ, do vậy chúng vẫn cần được làm mát. Bóng đèn LED thường có cấu tạo gồm các bộ phận tản nhiệt như tấm tản nhiệt và cánh tản nhiệt làm bằng nhôm hoặc nhựa với các hạt than chì. Đối với những loại đèn LED công suất rất cao dùng trong công nghiệp thường được trang bị thêm quạt làm mát.
Trong một số trường hợp, người ta đặt đèn LED và tất cả các mạch điện trong bóng thủy tinh giống như bóng đèn sợi đốt thông thường, nhưng có nạp khí heli để dẫn nhiệt và do vậy giúp làm mát đèn LED. Một số trường hợp khác, người ta đặt đèn LED trên bảng mạch có mặt sau bằng nhôm. Mặt bảng mạch nhôm này được kết nối truyền nhiệt với đế nhôm của đèn bằng cách sử dụng keo tản nhiệt, và phần đế được nhúng trong một lớp vỏ nhựa melamine.

### Sụt giảm hiệu suất
Hiện tượng "sụt giảm hiệu suất" (efficiency droop) là hiện tượng hiệu suất chiếu sáng của đèn LED giảm khi cường độ dòng điện tăng trên hàng chục miliampe (mA). Thay vì tăng mức dòng điện, độ sáng của đèn thường được tăng lên bằng cách kết hợp nhiều bóng đèn LED trong một bộ đèn. Giải quyết vấn đề giảm hiệu suất giúp giảm số lượng đèn LED trong các bộ đèn LED gia dụng, điều này sẽ giảm đáng kể chi phí.
Ngoài việc kém hiệu quả hơn, đèn LED hoạt động ở cường độ dòng điện cao hơn tạo ra nhiệt độ cao làm ảnh hưởng đến tuổi thọ của đèn LED. Do cường độ dòng điện cao làm tăng nhiệt độ, đèn LED độ sáng cao có tiêu chuẩn công nghiệp hoạt động ở cường độ 350 mA, giúp cân bằng giữa công suất ánh sáng, hiệu quả và tuổi thọ đèn LED.
Ban đầu, người ta nghi ngờ rằng nhiệt độ tăng cao sẽ gây ra hiện tượng giảm hiệu suất của đèn LED. Các nhà khoa học đã chứng minh điều ngược lại – rằng mặc dù nhiệt độ cao có thể làm giảm tuổi thọ của đèn LED, nhưng lại cải thiện hiệu suất của đèn LED. Cơ chế gây ra sự sụt giảm hiệu suất được xác định vào năm 2007 là do sự tái tổ hợp Auger (tái hợp hạt mang), được thực hiện với phản ứng hỗn hợp. Một nghiên cứu năm 2013 đã khẳng định sự tái tổ hợp Auger là nguyên nhân khiến hiệu quả giảm xuống.

## Ứng dụng
Đèn LED được sử dụng cho việc chiếu sáng thông thường và cả cho mục đích chiếu sáng đặc biệt. Ở những nơi cần ánh sáng màu, đèn LED phát ánh sáng một màu không cần bộ lọc hấp thụ năng lượng. Đèn LED thường có sẵn dưới dạng đèn dự phòng thay thế, giúp thay thế toàn bộ khối đèn cố định (chẳng hạn như bảng đèn LED thay thế khối đèn huỳnh quang âm trần, hoặc bộ đèn chiếu sáng LED thay thế các thiết bị đèn halogen) hoặc thay thế các bóng đèn (chẳng hạn như ống đèn LED thay thế ống huỳnh quang bên trong đèn âm trần hoặc đèn LED cao áp [HID] thay thế bóng đèn cao áp HID) Sự khác biệt giữa việc thay thế thiết bị chiếu sáng (fixture) và thay thế một bóng đèn là khi thiết bị chiếu sáng (như đèn chìm âm trần) được thay thế bằng đèn LED, nếu đèn LED hoặc bộ điều khiển LED bị lỗi, thì toàn bộ bảng đèn phải được thay thế vì không thể sửa hoặc thay từng đèn  riêng lẻ (mặc dù bộ điều khiển LED thường tách biệt và do đó nó có thể được thay thế riêng lẻ). Còn đối với bóng đèn, nếu chỉ thay bóng đèn bằng bóng đèn LED, đèn có thể được thay thế độc lập với thiết bị cố định nếu đèn bị hỏng. Ở một số trường hợp, khi thay thế bóng đèn LED, người ta cần thay đổi cả toàn bộ thiết bị chiếu sáng như loại bỏ chấn lưu (ballast), để đèn LED có thể nối trực tiếp với nguồn điện chính. Một số loại bóng đèn LED khác có thể hoạt động mà không cần bất kỳ thay đổi kết cấu của thiết bị sáng.

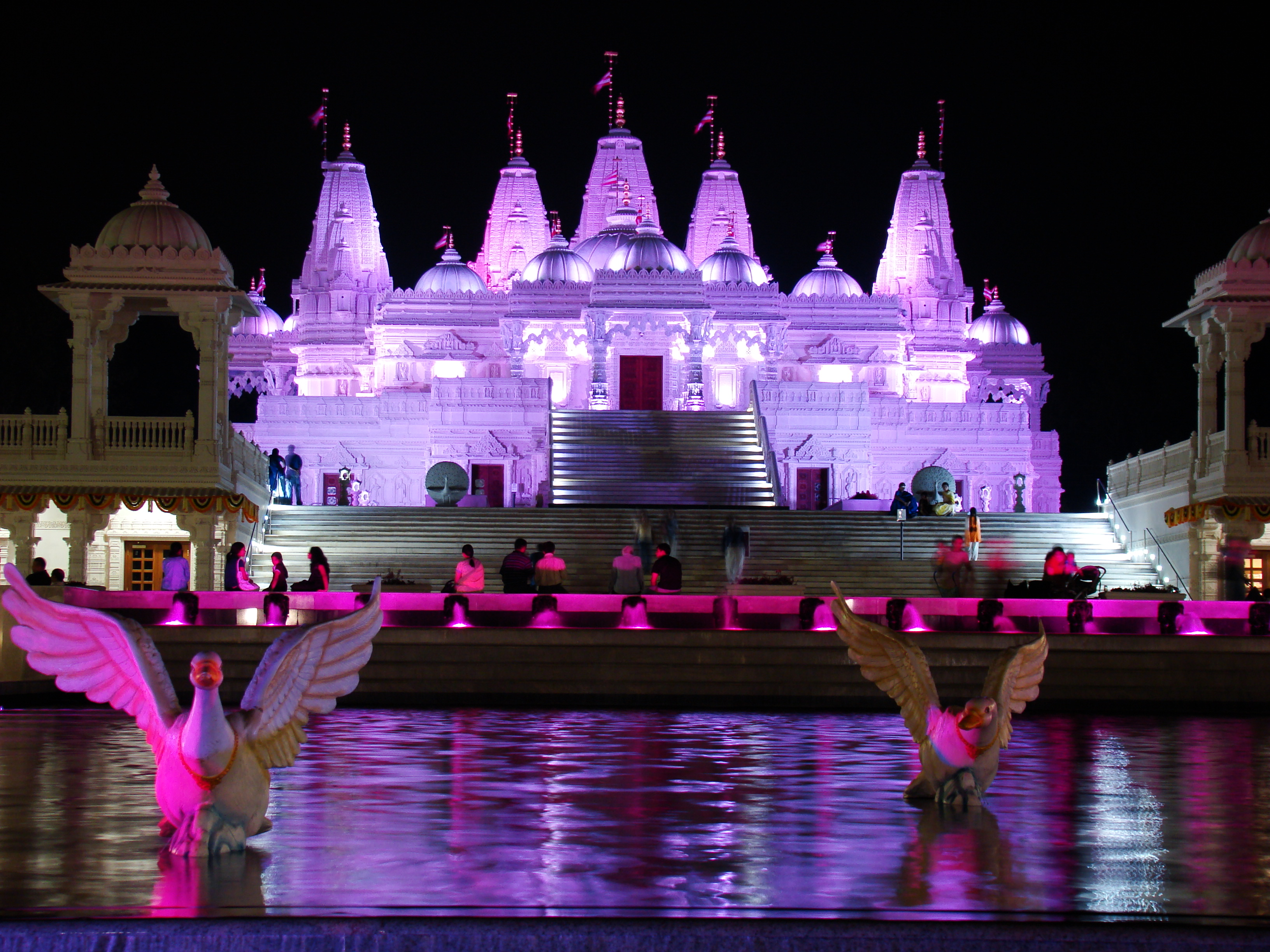
Hệ thống chiếu sáng Đền BAPS Shri Swaminarayan ở Atlanta sử dụng nhiều khối đèn LED màu sắc kết hợp

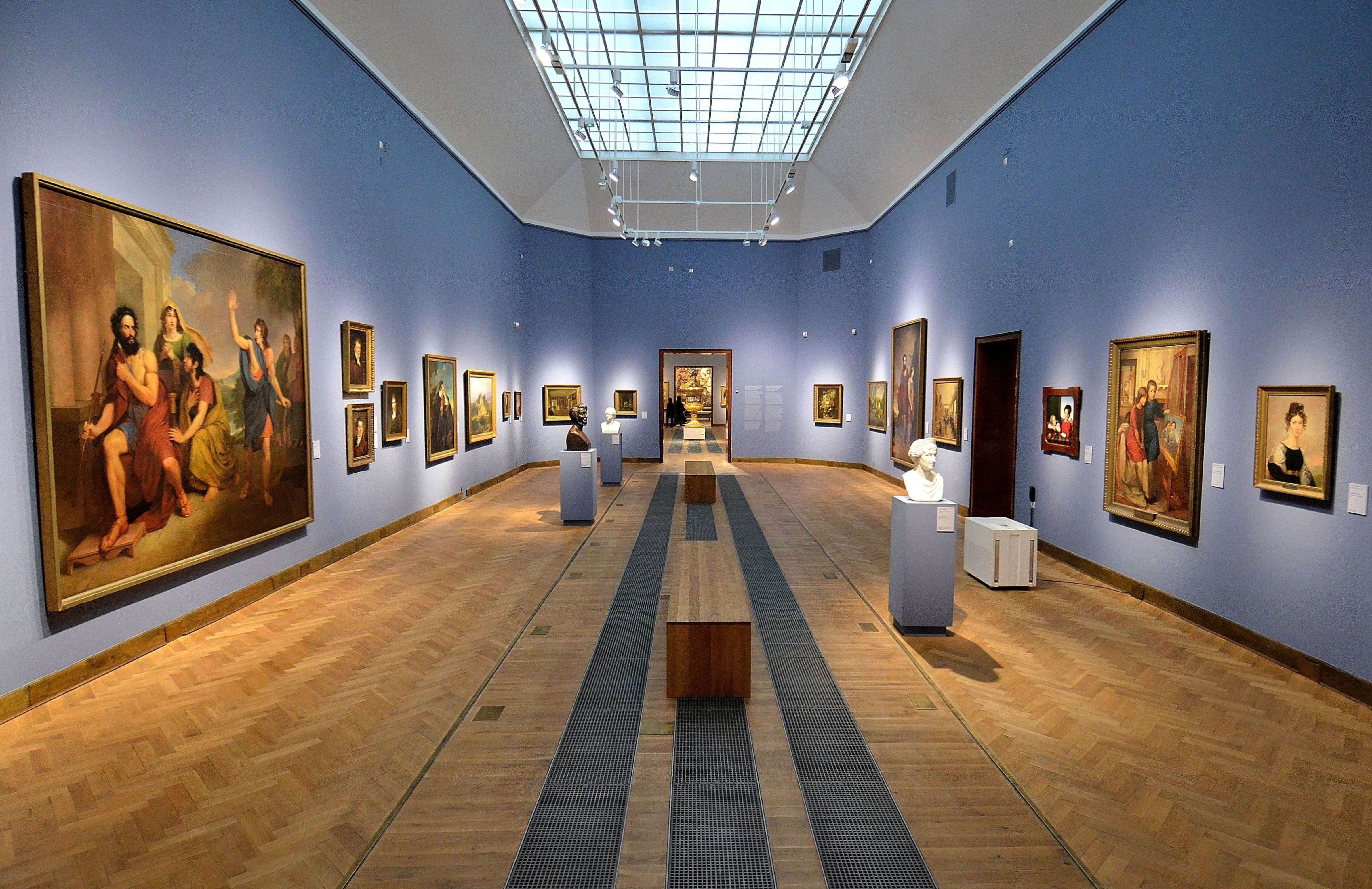
Hệ thống chiếu sáng đèn LED điều khiển bằng máy tính giúp tôn lên vẻ đặc sắc của những bức họa ở Bảo tàng quốc gia Warszawa tại Ba Lan.

Đèn LED ánh sáng trắng có tuổi thọ cao hơn và hiệu suất cao hơn (công suất chiếu sáng cao hơn với cùng một mức điện năng tiêu thụ) so với hầu hết các loại đèn chiếu sáng khác khi được sử dụng ở nhiệt độ thích hợp. Nguồn sáng đèn LED nhỏ gọn, mang lại sự linh hoạt trong việc thiết kế các thiết bị chiếu sáng và kiểm soát tốt việc phân phối ánh sáng với các tấm phản xạ hoặc thấu kính nhỏ. Do kích thước nhỏ của đèn LED, việc kiểm soát phân bố ánh sáng theo không gian cực kỳ linh hoạt; điều này giúp kiểm soát lượng ánh sáng cũng như phân bố không gian của mảng đèn LED mà không làm giảm hiệu quả.
Đèn LED sử dụng nguyên tắc trộn màu có thể phát ra nhiều màu sắc bằng cách thay đổi tỷ lệ ánh sáng tạo ra trong mỗi màu cơ bản. Điều này cho phép kết hợp đầy đủ màu sắc trong đèn có đèn LED có màu khác nhau. Không giống như các công nghệ chiếu sáng khác, phát xạ LED có tính định hướng (hoặc ít nhất tuân theo định luật phản xạ Lambert), có thể là thuận lợi hoặc bất lợi, tùy thuộc vào yêu cầu sử dụng. Đối với các ứng dụng yêu cầu ánh sáng không định hướng, người ta sử dụng bộ khuếch tán hoặc nhiều nguồn sáng LED riêng lẻ để phát sáng theo các hướng khác nhau.

### Đèn LED dân dụng

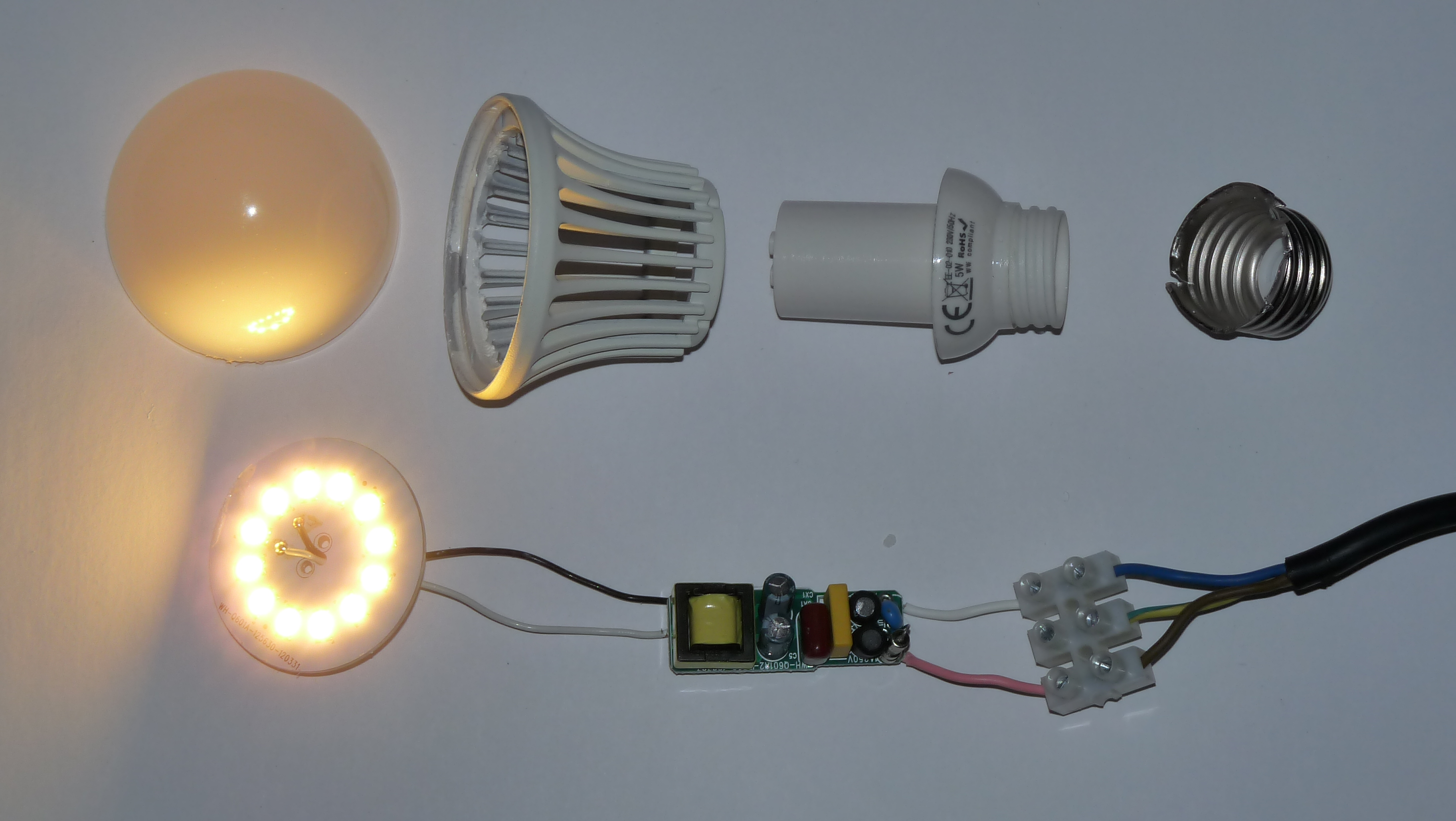
Một bóng đèn LED được tháo rời các bộ phận với mạch điều khiển và đế vặn Edison (E27)

#### Kích thước và đế đèn
Bóng đèn LED được chế tạo với các kiểu đế đèn (đui đèn) và hình dạng bóng tiêu chuẩn, chẳng hạn như đế vít Edison (đế E27), hình dạng MR16 với đế hai chân hoặc GU5.3 (nắp hai chân) hoặc GU10 (đui đèn lưỡi lê) và được làm tương thích với điện áp cung cấp cho các ổ cắm. Chúng bao gồm mạch điều khiển để chỉnh lưu dòng điện xoay chiều và chuyển đổi điện áp thành giá trị thích hợp, thường là nguồn cung cấp chế độ chuyển mạch.
Tính đến năm 2010, một số đèn LED đã thay thế bóng đèn có công suất cao hơn; ví dụ, một nhà sản xuất tuyên bố rằng đèn LED 16 watt có thể phát sáng tương đương đèn halogen 150 W. Một bóng đèn sợi đốt đa năng tiêu chuẩn phát ra ánh sáng với hiệu suất khoảng 14 đến 17 lumen/W tùy thuộc vào kích thước và điện áp của nó. Theo tiêu chuẩn của Liên minh Châu Âu, một bóng đèn tiết kiệm năng lượng được xem là "tương đương với đèn wolfram 60 W" phải có công suất ánh sáng tối thiểu là 806 lumen.

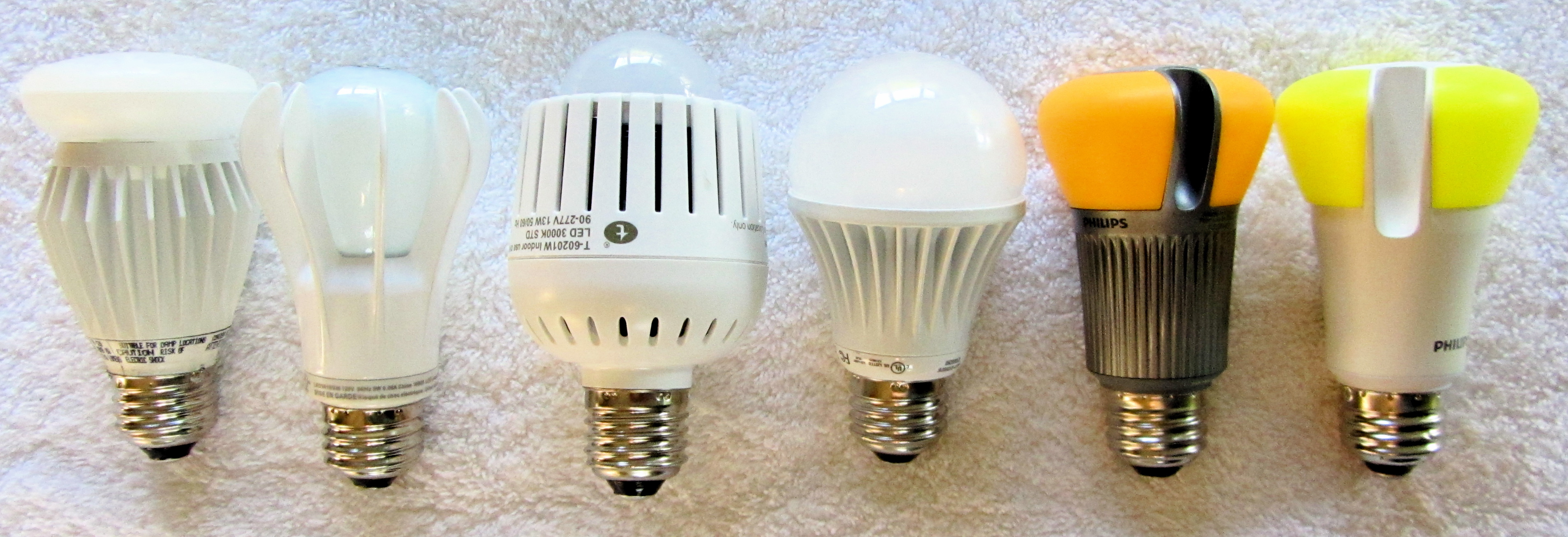
Những loại bóng đèn LED dân dụng có trên thị trường vào năm 2012 dùng thay thế cho những bóng đèn dây tóc với đế đèn loại vặn

Một số mẫu đèn LED tương thích với bộ điều chỉnh độ sáng (dimmer) giống như với đèn sợi đốt (mặc dù bộ điều chỉnh độ sáng cho đèn sợi đốt không phù hợp để dùng với đèn LED). Đèn LED thường có đặc điểm ánh sáng định hướng, khác với đèn dây tóc và đèn huỳnh quang phát sáng và nhiệt ra mọi hướng, do vậy đèn LED có thể tận dụng ánh sáng và sử dụng năng lượng hiệu quả hơn. Đèn LED có tuổi thọ từ 30.000 giờ trở lên; số giờ này sẽ giảm nếu hoạt động ở nhiệt độ cao hơn quy định. Đèn sợi đốt có tuổi thọ điển hình là 1.000 giờ, và đèn huỳnh quang compact khoảng 8.000 giờ. Đèn LED có thể duy trì cường độ ánh sáng tốt trong suốt thời gian sử dụng. Thông số kỹ thuật Energy Star yêu cầu đèn giảm dưới 10% sau 6.000 giờ hoạt động trở lên và trong trường hợp xấu nhất là không quá 15%. Đèn LED trên thị trường thường có nhiều đặc tính màu sắc đa dạng. Giá thành của đèn LED cao hơn hầu hết các loại đèn khác – mặc dù đang giảm dần – nhưng nhờ hiệu suất cao hơn, tổng chi phí sở hữu của đèn LED (giá mua cộng với chi phí điện và thay bóng đèn) thấp hơn.

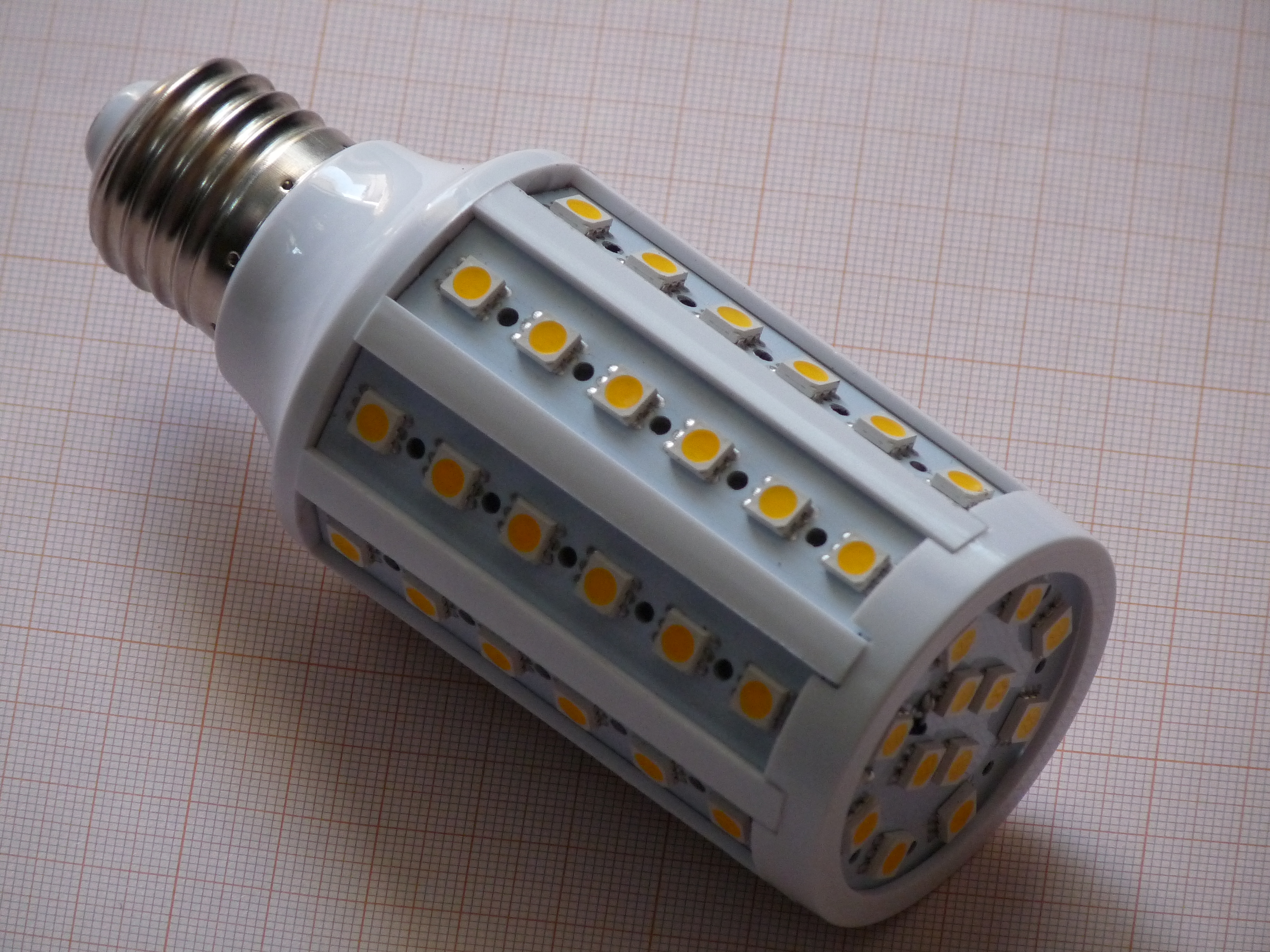
Một bóng đèn LED công suất cao có hình "lõi bắp"

Nhiều công ty cung cấp đèn LED dùng cho các mục đích chiếu sáng thông thường. Công nghệ đèn LED dùng chiếu sáng thông thường đang được cải thiện nhanh chóng; các loại đèn LED tiêu dùng tiết kiệm năng lượng mới đã có sẵn trên thị trường.
Tính đến năm 2016, tại Hoa Kỳ, đèn LED gần như được sử dụng làm nguồn sáng chính vì giá thành giảm và đèn sợi đốt đang bị loại bỏ dần. Tại Hoa Kỳ, Đạo luật An ninh và Tự chủ Năng lượng năm 2007 cấm sản xuất và nhập khẩu hầu hết các loại đèn sợi đốt hiện hành. Giá thành đèn LED đã giảm đáng kể và nhiều loại được bán với giá trợ cấp từ các công ty điện lực địa phương. Tuy nhiên, vào tháng 9 năm 2019, chính quyền Trump đã rút lại các yêu cầu đối với bóng đèn mới, tiết kiệm năng lượng.

### Đèn tuýp LED

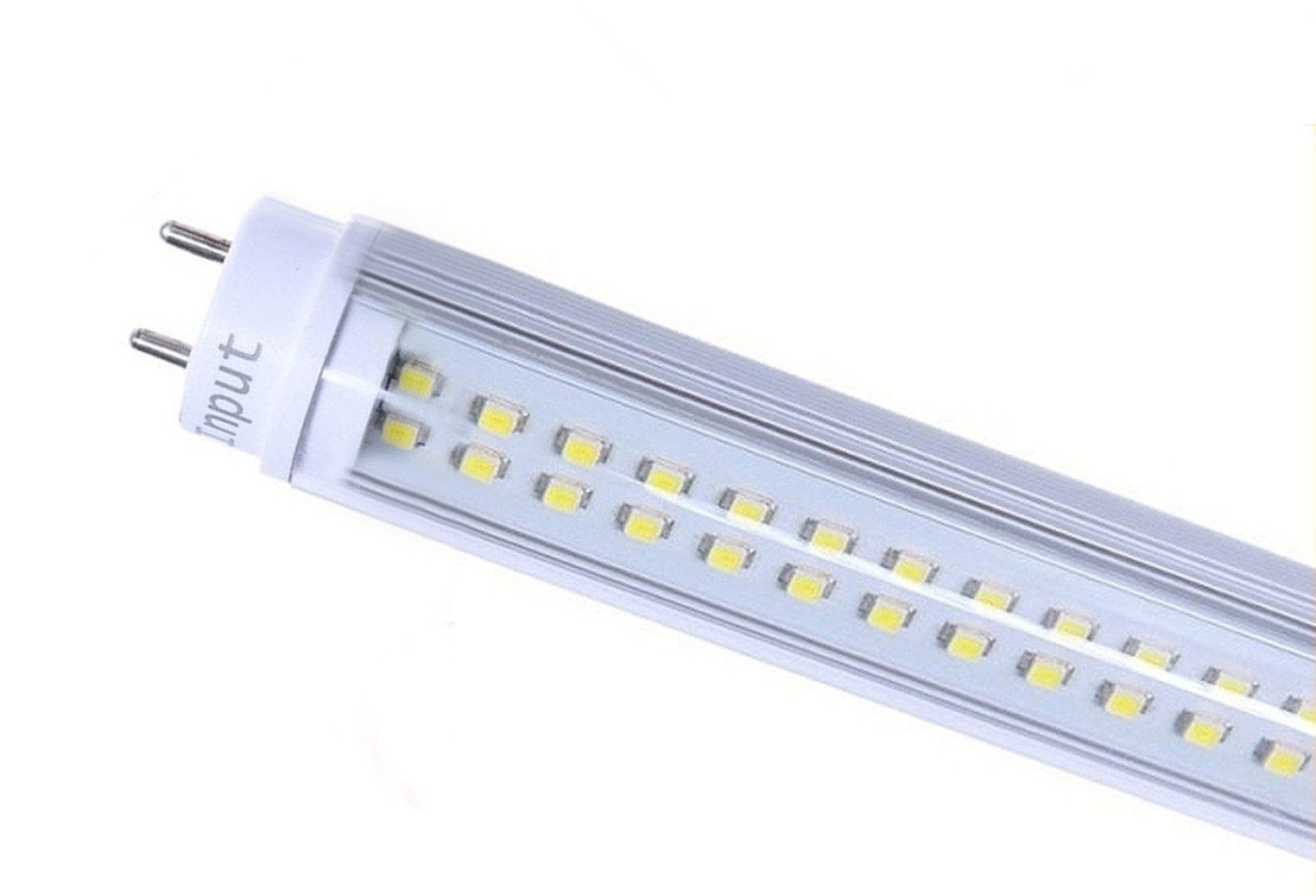
Một bóng đèn tuýp LED 17 W có cường độ sáng tương đương với đèn tuýp huỳnh quang 45 W

Đèn tuýp LED được thiết kế để phù hợp với những thiết bị chiếu sáng dành cho đèn ống huỳnh quang. Một số đèn LED dạng ống được thiết kế để thay thế vào các thiết bị chiếu sáng hiện có nếu sử dụng chấn lưu thích hợp. Một số trường hợp khác cần phải thay đổi kết nối điện của các thiết bị chiếu sáng để loại bỏ chấn lưu. Đèn tuýp LED thường sử dụng nhiều đèn LED gắn trên bề mặt riêng lẻ có tính hữu hướng và cần xác định hướng chiếu sáng thích hợp trong quá trình lắp đặt, khác với đèn ống huỳnh quang phát ra ánh sáng theo mọi hướng xung quanh ống. Hầu hết các đèn ống LED hiện có có thể được sử dụng thay cho các ký hiệu ống T5, T8, T10 hoặc T12, T8 là D26mm, T10 là D30mm, với chiều dài 590 mm (23 in), 1.200 mm (47 in) và 1.500 mm (59 in).

### Nông nghiệp
Các thí nghiệm cho thấy hiệu suất và sản lượng đáng ngạc nhiên của rau và cây cảnh khi được trồng dưới nguồn sáng LED. Nhiều loài thực vật đã được đánh giá trong các thí nghiệm nhà kính để đảm bảo rằng chất lượng sinh khối và các thành phần sinh hóa của những loài thực vật đó ít nhất là tương đương với những loài được trồng trong điều kiện ngoài thực tế. Hiệu suất thực vật của cây bạc hà, húng quế, đậu lăng, rau diếp, bắp cải, rau mùi tây và cà rốt được đo bằng cách đánh giá cả độ khỏe mạnh và sức sống của cây cũng như sự thành công của đèn LED trong việc thúc đẩy tăng trưởng. Đồng thời, sự ra hoa dồi dào của các loài hoa trang trí chọn lọc bao gồm hoa linh trưởng, cúc vạn thọ và cây cổ thụ cũng được ghi nhận.
LED cung cấp ánh sáng điện hiệu quả ở các bước sóng mà chúng ta mong muốn (đỏ + xanh lam), giúp hỗ trợ việc canh tác trong nhà kính trong thời gian tối thiểu với chất lượng và số lượng cao. Vì đèn LED không tỏa nhiệt, cây có thể được đặt rất gần nguồn sáng mà không bị quá nóng hoặc cháy xém, đòi hỏi ít không gian hơn để canh tác cường độ cao hơn so với các loại nguồn sáng tỏa nhiệt.

### Đèn chuyên dụng

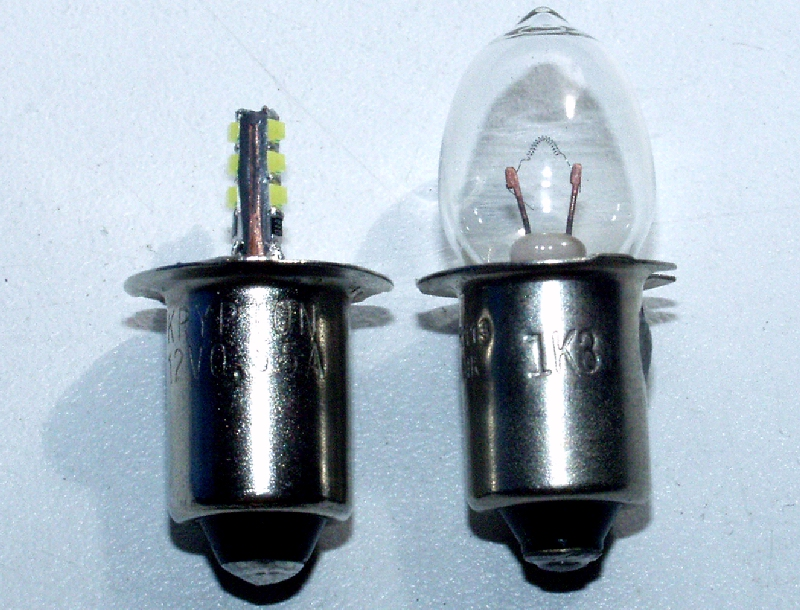
Bóng đèn LED dùng trong đèn pin (trái) và đèn dây tóc (phải)

Đèn LED trắng là loại đèn chủ đạo trên thị trường với những ứng dụng cần ưu tiên hiệu suất cao ở mức công suất thấp. Một số ứng dụng này bao gồm đèn pin, đèn chiếu sáng lối đi bộ hoặc sân vườn chạy bằng năng lượng mặt trời, và đèn xe đạp. Đèn LED màu hiện nay được sử dụng thương mại cho đèn tín hiệu giao thông và trong các chuỗi đèn chiếu sáng trang trí ngày lễ. Đèn ô tô LED được sử dụng rộng rãi vì tuổi thọ cao và kích thước nhỏ. Nhiều đèn LED được sử dụng kết hợp với nhau trong các ứng dụng vốn yêu cầu lượng ánh sáng phát ra nhiều hơn so với khả năng sẵn có từ một đèn LED.

#### Đèn ngoài trời
Đến khoảng năm 2010, công nghệ LED đã thống trị ngành công nghiệp chiếu sáng ngoài trời; những loại thiết bị LED trước đó không đủ sáng để chiếu sáng ngoài trời. Một nghiên cứu được hoàn thành vào năm 2014 đã kết luận rằng nhiệt độ màu và độ chính xác của đèn LED được người tiêu dùng dễ dàng nhận ra, họ ưa chuộng đèn LED ở nhiệt độ màu tự nhiên. Đèn LED hiện nay có thể tạo ra ánh sáng tương ứng với độ sáng và nhiệt độ màu ấm mà người tiêu dùng mong muốn từ hệ thống chiếu sáng ngoài trời của họ.
Đèn LED ngày càng được sử dụng nhiều hơn để chiếu sáng đường phố thay cho đèn thủy ngân và đèn hơi natri do chi phí vận hành và thay thế đèn LED thấp hơn. Tuy nhiên, có nhiều ý kiến lo ngại rằng việc sử dụng đèn đường LED với ánh sáng chủ yếu là màu xanh lam có thể gây hại cho mắt. Một số loại đèn LED bật và tắt ở tần số gấp đôi tần số của nguồn điện chính, gây ra tiếng ồn đối với một số người và có thể gây nhầm lẫn với máy móc đang quay do hiệu ứng hoạt nghiệm (stroboscopic effect). Những vấn đề này có thể được giải quyết bằng cách sử dụng nguồn ánh sáng thích hợp.

## Nhược điểm
Nhiều loại đèn LED không thích hợp khi sử dụng với các công tắc điều chỉnh độ sáng hiện có —vốn được thiết kế cho đèn sợi đốt công suất cao hơn.
Tính hoàn màu của đèn LED không giống với đèn sợi đốt do bức xạ từ đèn sợi đốt phát ra gần với bức xạ vật đen hoàn hảo giống như bức xạ từ mặt trời và mắt người đã dần quen với ánh sáng này. Một đơn vị đo lường được gọi là CRI (chỉ số hoàn màu) được dùng để biểu thị khả năng của nguồn sáng trong việc hiển thị tám con chip mẫu màu so với tham chiếu trên thang điểm từ 0 đến 100. Đèn LED có CRI dưới 75 không được khuyên dùng cho việc chiếu sáng trong nhà.
Đèn LED có thể phát sáng nhấp nháy. Hiệu ứng này có thể được nhìn thấy bằng cách quay video chuyển động chậm (slow motion). Mức độ nhấp nháy tùy thuộc váo chất lượng của nguồn điện một chiều (DC) được tích hợp trong cấu trúc đèn, thường nằm ở đế đèn. Việc tiếp xúc với ánh sáng nhấp nháy lâu dài sẽ góp phần gây tình trạng đau đầu và mỏi mắt.
Tuổi thọ của đèn LED —thể hiện qua khả năng duy trì quang thông của đèn— giảm xuống khi sử dụng ở nhiệt độ cao, điều này làm hạn chế công suất của đèn khi dùng làm đèn thay thế cho các loại đèn huỳnh quang compact và đèn dây tóc hiện có. Việc kiểm soát nhiệt của đèn LED công suất cao là một yếu tố quan trọng trong thiết kế của thiết bị chiếu sáng trạng thái rắn (solid state). Đèn LED nhạy cảm với nhiệt độ quá cao, giống như hầu hết các linh kiện điện tử trạng thái rắn. Ngoài ra, các hợp chất hữu cơ dễ bay hơi không tương thích có thể làm giảm hiệu suất và giảm tuổi thọ của đèn LED.
Tuổi thọ cao của đèn LED—dự kiến khoảng 50 lần so với các loại đèn sợi đốt thông thường và dài hơn đáng kể so với các loại đèn huỳnh quang— có lợi cho người sử dụng nhưng sẽ ảnh hưởng đến các nhà sản xuất vì nó làm giảm thị trường sản xuất bóng đèn thay thế (khi cần thay cho bóng đèn bị hư hỏng) trong tương lai xa.
Nhịp điệu sinh học của con người có thể bị ảnh hưởng bởi các nguồn sáng. Nhiệt độ màu hiệu quả của ánh sáng ban ngày là khoảng 5.700K (màu trắng ánh xanh) trong khi đèn dây tóc là khoảng 2.700K (màu vàng). Những người bị rối loạn giấc ngủ theo nhịp sinh học đôi khi được điều trị bằng liệu pháp ánh sáng (tiếp xúc với ánh sáng trắng xanh mạnh vào ban ngày) và liệu pháp tối (đeo kính nhuộm màu hổ phách vào ban đêm để giảm ánh sáng xanh).
Một số tổ chức khuyến cáo mọi người không nên sử dụng đèn trắng ánh xanh vào ban đêm. Hiệp hội Y khoa Hoa Kỳ (American Medical Association) lập luận chống lại việc sử dụng đèn LED trắng ánh xanh để chiếu sáng đường phố thành phố.
Nghiên cứu cho thấy rằng việc dùng đèn LED làm đèn chiếu sáng đường phố dẫn đến thu hút nhiều loại côn trùng có cánh hơn đến 48% so với đèn HPS, điều này có thể gây ra các tác động trực tiếp đến hệ sinh thái cũng như các tác động gián tiếp như thu hút nhiều loại bướm đêm Gypsy đến các khu vực cảng hơn.